# Никол, Дональд
Дональд Макгилливрей Никол (англ. Donald MacGillivray Nicol; 4 февраля 1923, Портсмут — 25 сентября 2003, Кембридж) — британский историк-византинист. Действительный член Британской академии и Королевской ирландской академии.

## Биография
Никол родился в Портсмуте, Гэмпшир, в семье священника церкви Шотландии и получил образование в школе короля Эдуарда VII в Шеффилде и школе Святого Павла в Лондоне. Зарегистрировавшись в 1941 году как отказник по соображениям совести, он служил в 1942—1946 годах в санитарной службе Друзей, с которой в 1944—1945 годах впервые посетил Грецию военного времени, побывав в Янине и монастырях Метеоры.
В 1949—1950 годах он получил степень бакалавра гуманитарных наук в Кембридже и направился в Грецию в качестве преподавателя Британской школы в Афинах. В это время он также посетил гору Афон, проведя Пасху 1949 года в монастыре Хиландар, и вновь побывал в Метеорах. В 1950 году Никол женился на Джоан Мэри Кэмпбелл, от которой у него родилось трое сыновей. В 1952 году он защитил диссертацию на PhD в Пемброк-колледже, Кембридж. Диссертация, посвященная средневековому Эпирскому деспотату, стала основой для его книги «The Despotate of Epiros 1267—1479: A Contribution to the History of Greece in the Middle Ages». Его научным руководителем был Стивен Рансимен, с которым у Николя завязалась дружба на всю жизнь, воспитанная в клубе «Атеней».
После защиты диссертации Никол впервые получил должность преподавателя классики в Университетском колледже Дублина, где работал с 1952 по 1964 год. В 1964—1966 годах он работал приглашенным научным сотрудником в Думбартон-Оксе, а затем был старшим преподавателем и чтецом византийской истории в Эдинбургском университете (1966—1970). В 1970 году Никола назначили профессором на историческую кафедру памяти Кораиса в Королевском колледже Лондона, которую занимал до 1988 года. В 1977—1980 годах он был помощником директора Королевского колледжа, а в 1980—1981 годах — заместителем директора. С 1973 по 1983 год Дональд занимал должность редактора журнала «Bysantyne and Modern Greek Studies», а в 1975—1976 годах занимал пост президента Общества церковной истории. В 1989—1992 годах он был директором Геннадийской библиотеки в Афинах.
В 1960 году Никол стал членом Ирландской королевской академии, а 21 год спустя — и членом Британской академии. За его вклад в историю средневекового Эпира город Арта присвоил ему статус своего почетного гражданина в 1990 году, а в 1997 году Университет Янины присвоил ему степень почетного доктора. Он умер в Кембридже в 2003 году.

## Работы
- Meteora: The Rock Monasteries of Thessaly (англ.). — London: Chapman and Hall, 1963. — 210 p. — (Medieval series). — ISBN 9780902089730.
- The Despotate of Epiros 1267-1479: A Contribution to the History of Greece in the Middle Ages (англ.). — 2nd ed. — Cambridge: Cambridge University Press, 1984. — 297 p. — ISBN 9780521261906.
- The Byzantine Family of Kantakouzenos (Cantacuzenus) Ca. 1100-1460 (англ.). — Washington: Dumbarton Oaks Center for Byzantine Studies, trustees for Harvard University, 1968. — 265 p. — (Dumbarton Oaks studies, vol. 11).
- The Last Centuries of Byzantium, 1261—1453 (англ.). — 2nd revised ed. — Cambridge: Cambridge University Press, 1993. — 463 p. — ISBN 9780521439916.
- Church and Society in the Last Centuries of Byzantium (англ.). — Cambridge: Cambridge University Press, 1979. — 162 p. — (Techniques of Measurement in Medicine). — ISBN 9780521224383.
- The End of the Byzantine Empire (англ.). — Teaneck, N.J.: Holmes & Meier Publishers, Inc., 1980. — 109 p. — (Foundations of Medieval History). — ISBN 9780841958265.
- Byzantium and Venice: A Study in Diplomatic and Cultural Relations (англ.). — 2nd revised ed. — Cambridge: Cambridge University Press, 1992. — 465 p. — ISBN 9780521428941.
- A Biographical Dictionary of the Byzantine Empire (англ.). — London: B. A. Seaby Ltd, 1991. — 156 p. — (Seaby's biographical dictionaries; The People in). — ISBN 9781852640484.
- The Immortal Emperor: The Life and Legend of Constantine Palaiologos, Last Emperor of the Romans (англ.). — 2nd ed. — Cambridge: Cambridge University Press, 2002. — 176 p. — ISBN 9780521894098. — doi:10.1017/CBO9780511583698.
- The Byzantine Lady: Ten Portraits, 1250—1500 (англ.). — First ed. — Cambridge: Cambridge University Press, 1994. — 143 p. — (Canto S). — ISBN 9780521455312.
- The Reluctant Emperor: A Biography of John Cantacuzene, Byzantine Emperor and Monk, C.1295—1383 (англ.). — 2nd ed. — Cambridge: Cambridge University Press, 2002. — 228 p. — ISBN 9780521522014.